# 貝氏眼球貝
貝氏寶螺（学名：Erosaria beckii），又名保罗贝，是宝贝科的动物，舊屬宝螺属，今屬眼球贝属。分布于西太平洋、印度洋、台湾岛等地。该物种的模式产地在菲律宾。

## 外部連結
- 維基物種上的相關：貝氏寶螺